# Nyctiophylax coalitus
Nyctiophylax coalitus là một loài Trichoptera hóa thạch trong họ Polycentropodidae.